# Краунсвил (Мериленд)
Краунсвил (енгл. Crownsville) насељено је место без административног статуса у америчкој савезној држави Мериленд.

## Демографија
По попису из 2010. године број становника је 1.757, што је 87 (5,2%) становника више него 2000. године.
| Група             | 2000.         | 2010.         |
| Белци             | 1.326 (79,4%) | 1.482 (84,3%) |
| Афроамериканци    | 258 (15,4%)   | 153 (8,7%)    |
| Азијати           | 25 (1,5%)     | 31 (1,8%)     |
| Хиспаноамериканци | 27 (1,6%)     | 61 (3,5%)     |
| Укупно            | 1.670         | 1.757         |